# Seznam slovenskih narodnozabavnih ansamblov
Seznam slovenskih narodnozabavnih ansamblov.

## A
- Ajda
- Akordi
- Aktual
- Alfija Nipiča
- Alpski kvintet
- Aplavz
- Atomik Harmonik
- Aufbiks
- Azalea

## B
- Baroni
- Beneški fantje
- Berger
- Besniški kvintet
- Biseri
- Bitenc
- Blaža Hutevca
- Blegoš
- Blisk
- Bobri
- Bohpomagej
- Bojana Kudra
- Borisa Franka
- Borisa Kovačiča
- Borisa Razpotnika
- Borisa Roškerja
- Boršt
- Braneta Klavžarja
- Bratje iz Oplotnice
- bratov Avbreht
- bratov Avsenik
- bratov Jamnik
- bratov Krt
- bratov Poljanšek
- bratov Slatinek
- bratov Stopar
- bratov Štukelj
- bratov Žerjav
- Brendijeve barabe
- Briški kvintet
- Brjar
- Brkinski trio
- Brloga
- Bum
- Burja

## C
- Ceglar
- Celjski instrumentalni kvintet
- Cerkljanski instrumentalni kvintet
- Chicas
- Cvet

## Č
- Čar
- Čepon
- Čuki

## D
- Dar
- Divja kri
- Direkt
- Dobri prijatelji
- Dolenjski zvoki
- Dolenjskih 5
- Dolinarji
- Domačini
- Don Juan
- Donačka
- Doreta Kogovška
- Dori
- Dveh Dolin

## E
- Ekart
- Eks
- Erazem

## F
- Fantje izpod Lisce
- Fantje z vseh vetrov
- Fehtarji
- Firbci
- Foksnerji
- Frajkinclari
- Franca Delčnjaka
- Franca Flereta
- Franca Miheliča
- Franca Potočarja s Podlipškimi fanti
- Frančič

## G
- Gadi
- Galop
- Gamsi
- Gašperji
- Glas
- Golte
- Gregorja Kobala
- Gregorji

## H
- Hanzija Artača
- Harmonija
- Henček
- Hinka Krčka
- Hišni ansambel Avsenik
- Hlapci
- Hopla
- Horjulski kvintet
- Hozentregarji
- Hram

## I
- I Bintar's
- Idila
- Iga Radoviča
- Igor in zlati zvoki
- Iskrice
- Itak
- Ivan Benčina
- Ivana Puglja
- Ivana Ruparja
- Izvir

## J
- Janeza Goršiča
- Janeza Kalška
- Jarica
- Jasmin
- Javor
- Jelen
- Jerneja Kolarja
- Jerneja Zupana
- Jevšek
- Joc bend
- Jodel-Express
- Jožeta Burnika
- Jožeta Galiča
- Jožeta Krežeta
- Jožeta Škoberneta
- Jug
- Juhej
- Jurčki
- Jureta Zajca

## K
- Karavanke
- Klapovühi
- Klateži
- Kogras
- Kolovrat
- Korenika
- Korenine
- Koroški korenjaki
- Koroški kvintet
- Koroški muzikantje
- Koštruni
- Kozjanski lumpi
- Kozjanski zven
- Krajcarji
- Kranjci
- Kranjski muzikanti
- Kraški kvintet
- Kraški muzikanti
- Krila
- Krim
- Krimski lisjaki
- Krjavelj
- Krt
- Kvintet 7
- Kvintet mi
- Kvintet Mobi
- Kvintet slovenskih deklet

## L
- Labirint
- Labodi
- Laufarji
- Lenarti
- Lipa
- Lipovšek
- Lisjaki
- Litijski odmev
- Livada
- Lojtrca
- Lojzeta Ogorevca
- Lojzeta Slaka
- Ludvika Lesjaka
- Lun'ca

## M
- Mačkoni
- Maksa Kumra
- Malibu
- Marcela IN
- Marela
- Mariborski kvintet
- Mariborskih 6
- Marjana Drofenika
- Marjana Hercoga
- Marjana Kočevarja
- Marka Špraha
- Martini
- Matjaža Ambroža
- Meh in smeh
- Mejaši
- Melos
- Mesečniki
- Metalurgi
- Mihe Dovžana
- Mikola
- Milana Vitka
- Minerali
- Minipe
- Minutka
- Mira Klinca
- Mirka Šlibarja
- Mitja Kvintet
- Mlade frajle
- Mladi Asi
- Mladi Belokranjci
- Mladi Dolenjci
- Mladi gamsi
- Mladi godci
- Mladi korenjaki
- Mladi mi
- Mladi muzikantje
- Mladi navihanci
- Mladi odmev
- Mladi Pomurci
- Mladi prijatelji
- Mladi Štajerci
- Mladi upi
- Mladih 5
- Mladika
- Mladost
- Mlaj
- Modri val
- Modrijani
- Moment
- Moravški trio
- Murni

## N
- Nagelj
- Nanos
- Napev
- Narcis
- Nasmeh
- Navdih
- Naveza
- Navihani muzikanti
- Navihanke
- Nemir
- Nika Zajca
- Norost
- Notranjci
- Nova misel
- Novi spomini
- Novina
- Novo upanje

## O
- Objem
- Odmev
- Ognjeni muzikanti
- Okrogli muzikanti
- Opoj
- Otoški cvet
- Ottavia Brajka

## P
- Pajdaši
- Parižani
- Paulič
- Peklenski muzikantje
- Petan
- Petka
- Petovia kvintet
- Petovio
- Petra Finka
- Petrovčič
- Pik
- Pik expres
- Pika na I
- Pina Vežnaverja
- Planika
- Plaznik
- Planinski instrumentalni kvintet
- Pogladič
- Pogled
- Pogum
- Pohorci
- Poljanski koledniki
- Polka Punce
- Polkaholiki
- Pomladni zvoki
- Ponos
- Popotniki
- Poskočni muzikanti
- Potep
- Potepini
- Potepuhi
- Pozdrav
- Poziv
- Prava stvar
- Prepih
- Prerod
- Prifarski muzikanti
- Prijatelji izpod Reške planine
- Primorski fantje
- Primoža Založnika
- Prleški kvintet
- Prleški odmev
- Prosen
- Prva liga
- Ptujski instrumentalni ansambel
- Ptujski kvintet
- Ptujskih 5
- Pušnik
- Pvaninski abuhi

## R
- Raubarji
- Razpotniki
- Refren
- Ribniški pušeljc
- Roberta Goterja
- Roberta Zupana
- Rogaški instrumentalni kvintet
- Rogla
- Roka Kastelca
- Roka Žlindre
- Rokondo kvintet
- Rokovnjači
- Rompompom
- Rosa
- Rožmarin
- Rubin
- Rudija Bardorferja
- Rudija Marondinija
- Rudija Škerjanca
- Rž

## S
- S.O.S. kvintet
- Safirji
- Sanjski muzikanti
- Saša Avsenika
- Savinja
- Savinjski kvintet
- Savinjski odmev
- Sedmi raj
- Sekstakord
- Show band Klobuk
- Sicer
- Sijaj
- Simona Belšaka
- Simona Gajška
- Simona Legnarja
- Simon Plazl s prijatelji
- Skovik
- Slapovi
- Slavček
- Slavka Pluta
- Slovenija
- Slovenski kvintet
- Slovenski muzikantje
- Slovenski odmev
- Slovenski šopek
- Slovenski zvoki
- Slovenskih 6
- Slovenskih pet plus
- Slovenskogoriški kvintet
- Slučaj
- Smeh
- Snežnik
- Sožitje
- Spev
- Spomini
- Srčni muzikanti
- Sredenšek
- Stanka Fajsa
- Stanka Petriča
- Stil
- Storžič
- Strici
- Suhokranjci
- Svetlin
- Svit

## Š
- Šaleški fantje
- Šaljivci
- Šantej
- Šarmerji
- Šembidci
- Šentjanci
- Šentjurski muzikanti
- Šestica
- Šepet
- Šibovniki
- Škorpijoni
- Šmarnogorski kvintet
- Šmarski muzikanti
- Šment
- Špadni fantje
- Špica
- Šrangarji
- Štajerband
- Štajerci
- Štajerski baroni
- Štajerski fakini
- Štajerskih 7
- Štedientje
- Štirje kovači
- Štrajk
- Štrk

## T
- Tačke
- Tik-Tak
- Tineta Stareta
- Tomaža Rota
- Toneta Kmetca
- Toneta Rusa
- Toneta Žagarja
- Tonija Hervola
- Tonija Sotoška
- Tonija Verderberja
- Topliška pomlad
- Trenutek
- Trio Šubic

## U
- Ugib
- Unikat
- Upanje
- Urok
- Užitek

## V
- Vagabundi
- Valovi
- Vandrovci
- Vasovalci
- Vaški kvintet
- Vera & Originali
- Veritas
- Vesele Štajerke
- Veseli Begunjčani
- Veseli Dolenjci
- Veseli Gorenjci
- Veseli hmeljarji
- Veseli hribovci
- Veseli planšarji
- Veseli svatje
- Veseljaki
- Vesna
- Veter
- Vigred
- Vihar
- Viharnik
- Vikend
- Vikija Ašiča
- Vikis
- Vilija Marinška
- Vilija Petriča
- Viničarji
- Vinka Cverleta
- Vita
- Vita Muženiča
- Vitala Ahačiča
- Vitezi Celjski
- Vizija
- Viža
- Vižarji
- Vražji muzikanti
- Vrh
- Vrhovec
- Vrisk
- Vrli muzikanti
- Vrt
- Vrtnica
- Vtis
- Vzpon
- Vzrock

## Z
- Začetek
- Zadetek
- Zadovoljni Kranjci
- Zagorski kvintet
- Zajc
- Zaka' pa ne
- Zakrajšek
- Založniki
- Zamejski kvintet
- Zapeljivke
- Zarja
- Zasavci
- Zeme
- Zdomarji
- Zidaniški kvintet
- Zlati muzikanti
- Zorana Lupinca
- Zreška pomlad
- Zupan
- Zvezde
- Zvita feltna
- Zvončki
- Zvoneta Lipovška

## Ž
- Žargon
- Žibert
- Žiga s prijatelji